# Giuseppe Bocca
Giuseppe Bocca (Asti, 5 settembre 1856 – Asti, 29 settembre 1924) è stato un politico e avvocato italiano.
È stato sindaco di Asti dal 1900 al 1913 con alcune brevi interruzioni.

## Biografia
Laureatosi a Torino in giurisprudenza nel 1879, divenne consigliere comunale nel 1886, Cavaliere della Corona d'Italia nel 1887 e assessore delegato nel 1890 - 1898.
Fondò l'asilo Regina Margherita in Borgo San Pietro, nel 1891, per la realizzazione del quale destinò tutta la sua eredità.
Nel 1898 venne nominato Cavaliere SS. Maurizio e Lazzaro. Nominato sindaco di Asti il 29 novembre 1900, ricoprì la carica con brevi interruzioni fino al 1913.
A lui si devono molte iniziative: la riforma delle scuole medie, della Scuola Normale e la fondazione del Circolo Filologico. Istituì lezioni pratiche di Enologia e di Agraria, fondò la Sezione Astigiana della “Dante Alighieri” e ripristinò la Fiera Equina nel 1902.
L'8 dicembre la cittadinanza gli conferì la Gran Medaglia d'oro al merito. In seguito ottenne la medaglia d'oro al merito agricolo dal ministro dell'Agricoltura (1908)
Fu il promotore delle commemorazioni del primo centenario della morte di Vittorio Alfieri e si prodigò per completare la linea ferroviaria Genova - Asti Chiasso. A lui va dato anche il merito di aver favorito l'insediarsi delle prime industrie nella città di Asti (Way-Assauto e la Vetreria Federale).

## Opere
- L'istruzione Pubblica in Asti dal 1876 al 1897, Considerazioni e proposte, Tipografia G.Brignolo, Asti 1897